# 炸神明
《炸神明》是由台灣導演賀照緹所執導拍攝的一部紀錄片，本片記錄三位在台東的道上兄弟，他們專門負責在每年的元宵節時炸寒單的祭典儀式中擔任肉身寒單爺，團隊歷經22個月的拍攝時間，於2006年製作完成。影片的配樂更特別邀請到好客樂隊的團長陳冠宇操刀製作，取材現場儀式的環境聲音，並將其融入至音樂當中，爲整體配樂增加更多元的元素。

## 劇情介紹
「炸寒單爺」是台東縣每年元宵節的一個特別儀式，為了紀念寒單爺，每場活動上都需要有人擔任「肉身寒單」，幾近赤裸地站在神轎上掃街，任由圍觀的群眾將引燃的鞭炮拋往自己的身上燃爆，撐得越久，據說代表越有擔當，而身為「肉身寒單」只要戴上寒單爺的印信，就宛如神明附體，便能不懼傷痛，除了能獲得神明的庇佑，也能得到民眾的敬仰。看似如此艱巨的任務，卻吸引許多道上的兄弟報名參加，因為在這裡正是能夠表現自己膽識的地方，表現的好壞更奠定了在道上的地位。
阿成，六年級的肉身寒單爺，曾經為道上兄弟，為了脫離黑道而至水泥廠工作，看似漂白成功的生活，其實仍然遊走在黑道邊緣。阿成內心其實對炸寒單這個儀式抱持著矛盾的想法，但好強的他仍舊希望能在儀式上有好表現，而水泥廠工作所帶來的應酬，讓他深陷酒精和女人的問題當中，不但影響了自己的家庭，也賠上了身體健康。
大益，五年級的肉身寒單爺，經營一間刺青店，專門服務道上的弟兄，進出監獄一直是家常便飯，也是炸寒單儀式中的熟面孔，但是這次的祭典前夕，卻因兄長突然的往生而無法參加。
小逸，最年輕的七年級寒單爺，原本在大益的刺青店擔任刺青師傅，但血氣方剛的他希望能快速的在道上出人頭地，不但初次報名炸寒單的活動，更決定自己創業開設一間新的刺青店，不過小逸其實患有躁鬱症，為了解決兵役問題，他只好入院接受診斷和治療，雖然在元宵前順利出院，但也因為沒有經驗，而在儀式當中炸傷了耳朵。
這三位不同世代的主角，都渴望能夠藉著擔任寒單爺，得到神明庇佑和好運，但是他們真的能夠擺脫的掉現實生活上的問題和狀況，他們的人生能就此一帆風順嗎？

## 外部連結
- . 台灣公共電視.   [2013-11-19]. （原始内容存档于2016-11-05）.
- . 臺灣大百科全書.   [2015-11-04]. （原始内容存档于2016-03-07）.